# Samsung SGH-F700
Samsung SGH-F700 – dotykowy telefon komórkowy firmy Samsung.

## Czas
- czuwania: 14,6 d
- rozmowy: 4 h

## Funkcjonalność
- organizer: dyktafon, budzik, kalendarz, kalkulator, data, przypomnienie, timer
- radio
- wibracje
- tryb głośnomówiący
- aparat z lampą błyskową
- książka telefoniczna (1000 kontaktów)
- wiadomości: SMS, MMS, EMS
- dźwięk: MP3, AAC, AAC+, eAAC, eAAC+, MP4, Real.
- wideo: H.263/AMR.